# Bochoř
Bochoř (in tedesco Bochorz) è un comune della Repubblica Ceca facente parte del distretto di Přerov, nella regione di Olomouc.